# Boris Ord
Boris Ord, CBE (* 9. Juli 1897 in Bristol als Bernhard Ord; † 30. Dezember 1961 in Cambridge) war ein britischer Organist und von 1929 bis 1957 Musikdirektor des Choir of King’s College (Cambridge). Während des Zweiten Weltkrieges musste er in der Royal Air Force dienen. Währenddessen vertrat ihn Harold Darke. Er wurde, genauso wie sein Nachfolger, David Willcocks, am Clifton College ausgebildet.
Seine Komposition „Adam lay ybounden“ ist die einzige von ihm veröffentlichte Komposition. Sie war einige Zeit fester Bestandteil des „Festival of Nine Lessons“, das jährlich im King’s College stattfand. Heute wird es gelegentlich, wechselweise mit den Fassungen von Peter Warlock und Philip Ledger, aufgeführt. Ord wurde von David Willcocks als ausgezeichneter Chorleiter bezeichnet, der ihm alles beigebracht hat, was man wissen muss, um einen Chor zu leiten.